# Fontaine-en-Dormois
Fontaine-en-Dormois è un comune francese di 22 abitanti situato nel dipartimento della Marna nella regione del Grand Est.

## Società

### Evoluzione demografica
Abitanti censiti